# Claire Gmachl
Claire Gmachl (* 1967 in Salzburg) ist eine österreichische Physikerin, die sich unter anderem mit der Erforschung von Quantenkaskadenlasern beschäftigt. Seit 2007 ist sie Full Professor an der Princeton University in New Jersey (USA).

## Leben
Claire Gmachl absolvierte ein Diplomstudium der Physik an der Universität Innsbruck. Ihre Diplomarbeit schrieb sie 1991 zum Thema Nanostrukturierung von Halbleiteroberflächen mittels Elektronenstrahllithographie. Im Jahr 1996 promovierte sie sub auspiciis an der Technischen Universität Wien, Thema der Dissertation war Frequenzverstimmbare, oberflächenemittierende Halbleiterlaserdioden mit vertikalem Resonator.
Von 1992 bis 1994 war sie an der Technischen Universität München tätig, 1995 bis 1996 war sie Universitätsassistentin an der Technischen Universität Wien. Im Rahmen eines PostDoctoral Fellowships war sie von 1996 bis 2003 bei den Lucent Technologies-Bell Laboratories in New Jersey (USA) tätig. Anschließend wechselte sie an die ebenfalls in New Jersey befindliche Princeton University, wo sie von 2003 bis 2007 als Associate Professor am Departement of Electrical Engineering lehrte. Seit 2007 ist sie Full Professor in Princeton und Direktorin des Engineering Research Centers MIRTHE (Mid-InfraRed Technologies for Health and the environment).

## Auszeichnungen
1995 erhielt sie für ihre wissenschaftliche Arbeit den Christian-Doppler-Preis des Landes Salzburg. 2002 wurde sie von der Zeitschrift Technology Review des Massachusetts Institute of Technology (MIT) als Innovator Under 35 genannt. 2004 wurde sie vom US-Wissenschaftsmagazin Popular Science als eine von zehn Brillanten Wissenschaftern unter 40 ausgezeichnet. 2005 war sie MacArthur Fellow. 2008 wurde sie korrespondierendes Mitglied der Österreichischen Akademie der Wissenschaften.